# Hof zu Leuzendorf
Der Hof zu Leuzendorf war ein Grazer Edelhof, der sich in der Babenbergerstraße befand. Seine Geschichte ging bis auf das 14. Jahrhundert zurück. An seiner Stelle befinden sich heute Wohnhäuser.

## Geschichte
Der Edelhof war zu Beginn des 14. Jahrhunderts im Besitz der Herren von Walsee. Nach dem Aussterben der steirischen Linie des Adelsgeschlechtes gingen die Besitzungen an die Landesfürsten und wurden dem Grazer Hubamt und der Herrschaft Gösting zugeteilt. Im Jahr 1531 war der Hof ein zinspflichtiges Bauerngut. Am 10. Mai 1531 wurde der Hof und ein aus der Herrschaft Gösting herausgelöster Burgfried an Seifried von Windischgrätz verliehen. Kurz danach ging der Hof an Thomas Wenger, den Verwalter von Gösting. Am 30. März 1553 verkaufte dieser das Gut an den Bäckermeister Kaspar Winkler. 1570 erwarb der Verwalter der Herrschaft Gösting, Leopold Staudinger, das Gut von Winklers Witwe. Staudinger wiederum verkaufte das Anwesen 1577 an Katharina, die Witwe des Grafen Jakob von Montfort. 1599 wurde der Hof von den Grazer Jesuiten gekauft.
Neben dem Edelhof lag ein zweiter Hof, der bis ins 15. Jahrhundert im Besitz der Ratmannsdorfer war. Im Jahr 1600 verkaufte Otto von Ratmannsdorf diesen Hof an die Grazer Jesuiten. Von den Jesuiten wurden die beiden Höfe zum großen Besitz Leuzendorf vereinigt. Auf dieser Herrschaft lastete unter anderem die Aufgabe, die Brücke über den Mühlgang instand zu halten.
Nachdem der Jesuitenorden 1773 aufgelöst worden war, ging der Besitz in die Staatsherrschaft über. Das Herrenhaus ging 1782 an Elisabeth Schikhoferin und das Gut 1805 an Franz Sales Praunegger. In den darauf folgenden Jahren wurden immer wieder Teile der Herrschaft verkauft, bis diese schließlich ganz aufgelöst wurde. Auf den Gründen der ehemaligen Herrschaft wurden Wohnhäuser errichtet.

## Nachweise
- Robert Baravalle: Burgen und Schlösser der Steiermark. Leykam, Graz 1995, ISBN 3-7011-7323-0, S. 22 (Nachdruck von 1961).

Koordinaten: 47° 4′ 54,8″ N, 15° 24′ 59,7″ O